# مریلند هایتس (میزوری)
مریلند هایتس (به انگلیسی: Maryland Heights) شهری در شهرستان سنت لوئیس ایالت میزوری است که جمعیت آن در سرشماری سال ۲۰۱۰ میلادی ۲۷٫۴۷۲ نفر بوده است.